# چخورجمعه

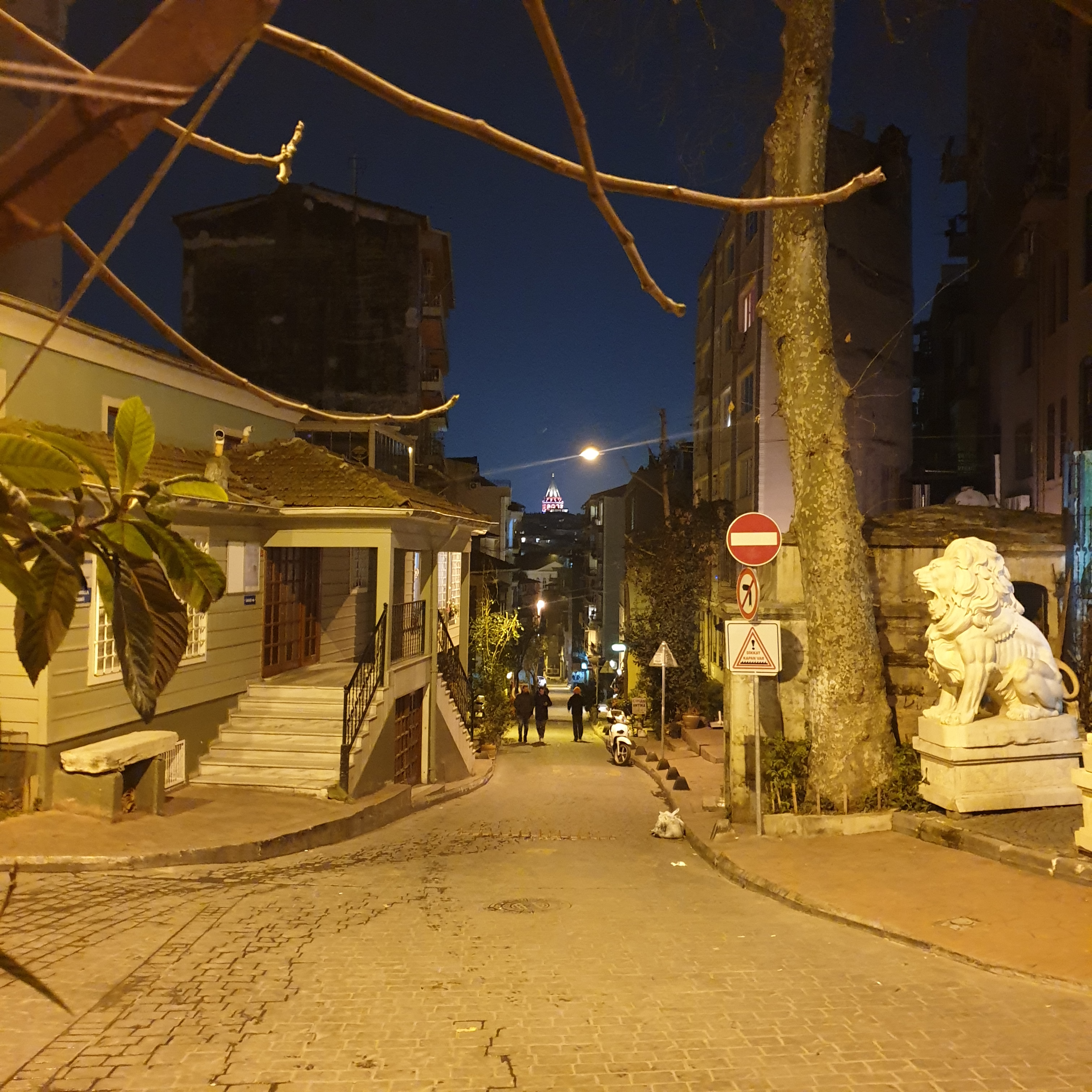
خیابان چخورجمعه و نمای برج گالاتا در پشت.

چُخورجمعه (به ترکی: Çukurcuma با تلفظ چوکورجوما) به معنی«درهٔ جمعه» در ترکی محله‌ای در ناحیه بی‌اوغلو استانبول، ترکیه است که از خود از محله‌های کول‌اغلو و فیروزآقا تشکیل شده‌است. چخورجمعه در جنوب شرقی خیابان استقلال در دره‌ای، نه چندان دور از میدان گالاتاسرای و بین محله‌های توم‌توم و جهانگیر قرار دارد. گذرگاه اصلی این محله خیابان چخورجمعه (Çukurcuma Caddesi، چوکورجوما جاده‌سی) است. دیرینگی ساختمان‌های چخورجمعه عمدتاً به قرن نوزدهم برمی‌گردد، اگرچه در قرن بیستم نیز پیشرفت‌های زیادی در محل صورت گرفته‌است و یکی از  بهترین محله های استانبول نام برده می شود.
چخورجمعه مملو از مغازه‌های عتیقه‌فروشی و کافه است و حالتی اروپایی دارد.
در سال ۲۰۰۸ گاردین مقاله ای را به چخورجمعه اختصاص داد. در سال ۲۰۱۲، این روزنامه این محل را به عنوان یکی از پنج بهترین مکان برای زندگی در سراسر جهان توصیف کرد.

## تاریخ
منطقه چخورجمعه امروزی در دوره بیزانس مسکونی نبوده‌است.
گفته می‌شود که در جریان فتح قسطنطنیه (۱۴۵۳)، سلطان محمد فاتح، نماز جمعه را در این دره آغاز کرد و از این رو به آن دره جمعه گفته شد. گفته می‌شود که مسجد محی‌الدین ملا فَناری مربوط به دوران پادشاهی محمد است. این بنا که در ابتدا بین سال‌های ۱۵۴۱ و ۱۵۴۷ با طراحی معمار عثمانی معمار سنان ساخته شد، برای شیخ الاسلام حاجی محمد چیوی‌زاده افندی سفارش داده شد.
در سده نوزدهم، چخورجمعه به عنوان یک منطقه مسکونی گسترش یافت. علاوه بر ترک‌ها، ارمنی‌ها، یونانی‌ها و مردمی از اروپایی‌های غربی در اینجا زندگی می‌کردند و مدارس، بیمارستان‌ها و نمایندگی‌های دیپلماتیک تأسیس کردند. در سال ۱۸۸۲ دبیرستان ایتالیایی گالیله نیز در نزدیکی دبیرستان یونانی زوگرافیون چخورجمعه آغاز به‌کار کرد. سرکنسولگری یونان نیز ساختمانی را در این محله به خود اختصاص داده‌است.
کشتار مسیحیان در استانبول در سال ۱۹۵۵ ضربه سختی به چخورجمعه زد و تقریباً تمام یونانی‌ها و ارمنی‌های باقی‌مانده در این محله از آن مهاجرت کردند.
در سال ۲۰۰۸، اورهان پاموک کتاب خود به نام موزه معصومیت را منتشر کرد که بیشتر آن در محله چخورجمعه اتفاق می‌افتد. در سال ۲۰۱۲، پاموک موزه معصومیت را در یک خانه چوبی در یک خیابان پشتی چخورجمعه افتتاح کرد. این موزه در سال ۲۰۱۴ به عنوان موزه سال اروپا شناخته شد.

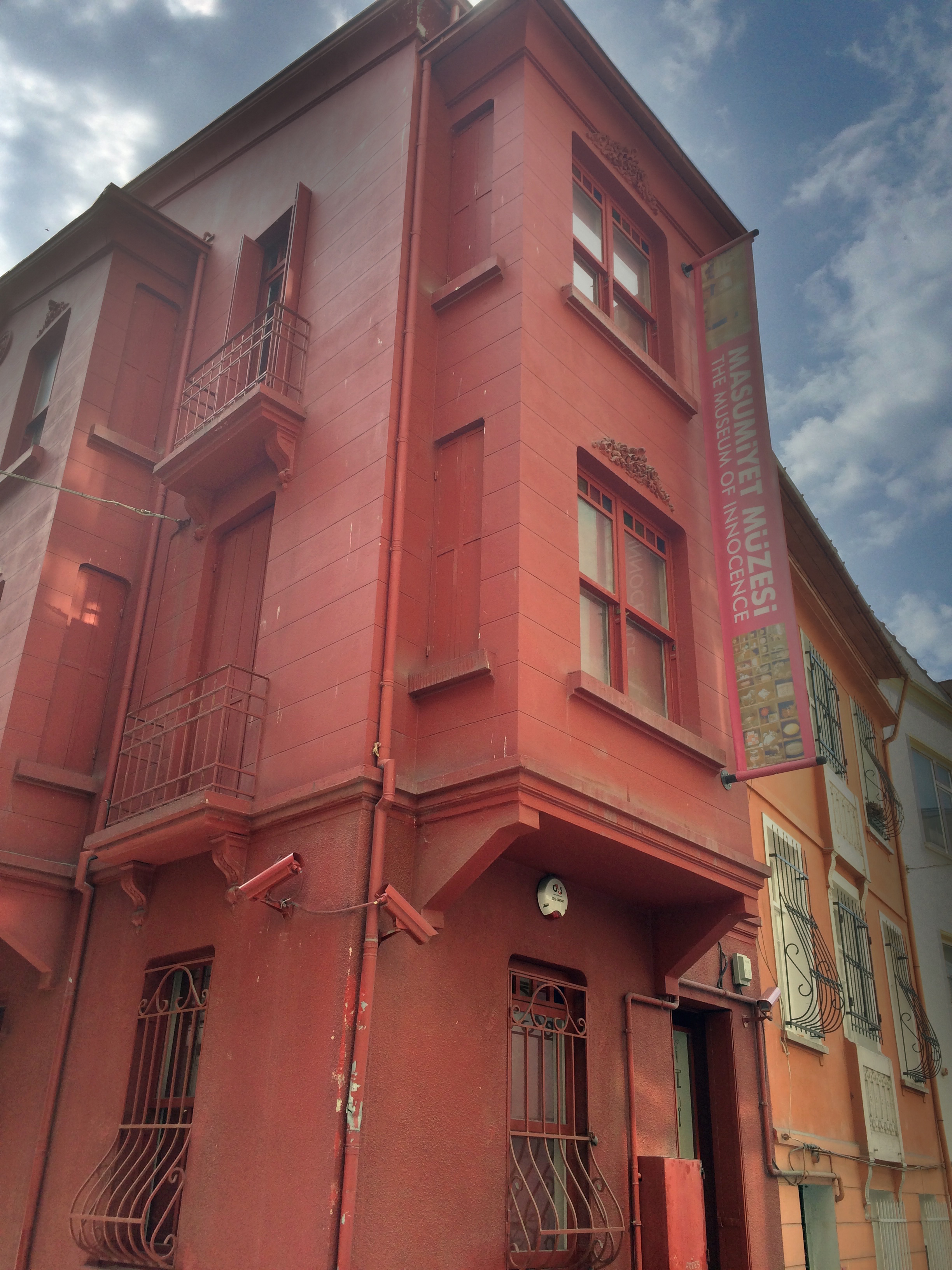
نمای «موزه معصومیت» در چخورجمعه